# كأس اليونان 1966–67
كأس اليونان 1966–67 (باليونانية: Κύπελλο Ελλάδος ποδοσφαίρου ανδρών 1966-67)‏ هو الموسم 25 من كأس اليونان. أشرف على تنظيمه الاتحاد الإغريقي لكرة القدم، وفاز فيه باناثينايكوس.